# هانس بيك (مخترع)
هانس بيك (بالألمانية: Hans Beck)‏ هو مهندس ومخترِع ألماني، ولد في 6 مايو 1929 في غرايتس في ألمانيا، وتوفي في 30 يناير 2009 في ماركدورف في ألمانيا.